# Waiting for the Sun (Unruly Child)
Waiting for the Sun è il secondo album degli Unruly Child, uscito nel 1998.

## Tracce
1. Heart Run Free – 4:37
2. Rise Up – 3:47
3. Why Should I Care – 4:17
4. Forever – 4:14
5. Man Inside – 5:16
6. Do You Ever Think of Me – 3:56
7. Still Believe – 4:11
8. To the Cross – 4:22
9. Fool Again – 4:04
10. Live in the Night – 3:38
11. Waiting for the Sun – 3:01

## Formazione
- Kelly Hansen - voce
- Bruce Gowdy - chitarra
- Ricky Phillips - basso
- Jay Schellen - batteria